# Санта-Маринелла
Санта-Маринелла (італ. Santa Marinella) — муніципалітет в Італії, у регіоні Лаціо, метрополійне місто Рим-Столиця.
Санта-Маринелла розташована на відстані близько 55 км на захід від Рима.
Населення — 18 769 осіб (2014).
Щорічний фестиваль відбувається 19 березня. Покровитель — San Giuseppe.

## Демографія
Населення за роками:

Станом на 1 січня 2023 року в муніципалітеті офіційно проживало 1698 іноземців з 83 країн, серед них 922 громадяни країн Євросоюзу та 79 громадян України.

## Санта-Маринелла в культурі
- Пісня «Santa Marinella» гурту Gogol Bordello.

## Сусідні муніципалітети
- Аллум'єре
- Черветері
- Чівітавеккія
- Тольфа